# Denise Pahl Schaan
Denise Pahl Schaan (Porto Alegre, 17 de abril de 1962 – Belém, 3 de março de 2018) foi uma arqueóloga, pesquisadora e professora universitária brasileira.
Especialista em cerâmica Marajoara, escreveu 14 livros e mais de 40 artigos e capítulos de livros, a respeito, tendo estudado geoglifos de culturas pré-colombianas, que a ajudaram a ampliar a cronologia da cultura amazônica sobre o fenômeno.

## Biografia
Nascida em Porto Alegre, em 1962, Denise cursou história na Universidade Federal do Rio Grande do Sul de 1982 a 1987. Desde a graduação concentrou-se em antropologia da Amazônia, cursando mestrado em História pela Pontifícia Universidade Católica do Rio Grande do Sul (PUC/RS) em 1996, na área de Concentração Arqueologia Amazônica.
Em 1997, Denise se mudou para Belém para estudar as coleções de cerâmica Marajoara do Museu Paraense Emílio Goeldi. Pesquisou a região do alto rio Anajás, onde descobriu novos sítios arqueológicos da cultura marajoara e descobriu indícios de povoamentos na região de Santarém e Belterra, no Pará, com antigos assentamentos em platôs, podendo indicar uma sociedade amazônica pré-colombiana hierárquica vivendo à base da pesca, com uma estrutura social que, habitualmente, se consideraria associada à agricultura.
Presidiu a Sociedade de Arqueologia Brasileira (SAB) entre 2007 e 2009. Além dos estudos em arte marajoara e assentamentos pré-colombianos, Denise estudou geoglifos escavados no chão da Amazônia há 2 mil anos. Através de datação de radiocarbono, Denise descobriu presença humana e intensa escavação para a elaboração de geoglifos, que podem ter desaparecido antes da chegada de portugueses e espanhóis nas Américas. A evidência arqueológica sugere que tais sítios foram usados para encontros especiais, cultos religiosos e apenas ocasionalmente como aldeia ou fortificação, derrubando a crença original que surgiu em pesquisa dos anos 1970.
Em 2008, junto dos colegas da Universidade Federal do Pará, criou o curso de pós-graduação em Antropologia, aprovado pela Capes, que passou a funcionar em agosto de 2010, do qual foi coordenadora em 2012 e 2013. Seus livros mais importantes, publicados em vários idiomas, são Sacred geographies of ancient Amazonia: Historical ecology of social complexity, de 2012; Cultura Marajoara. Edição trilíngue: português, espanhol, inglês, de 2009 e; A Linguagem Iconografica da Ceramica Marajoara, de 1997.[carece de fontes?]

## Morte
Denise faleceu no dia 3 de março de 2018, após complicações desencadeadas pela esclerose lateral amiotrófica, que a afligia já havia alguns anos.